# 日本醫科大學

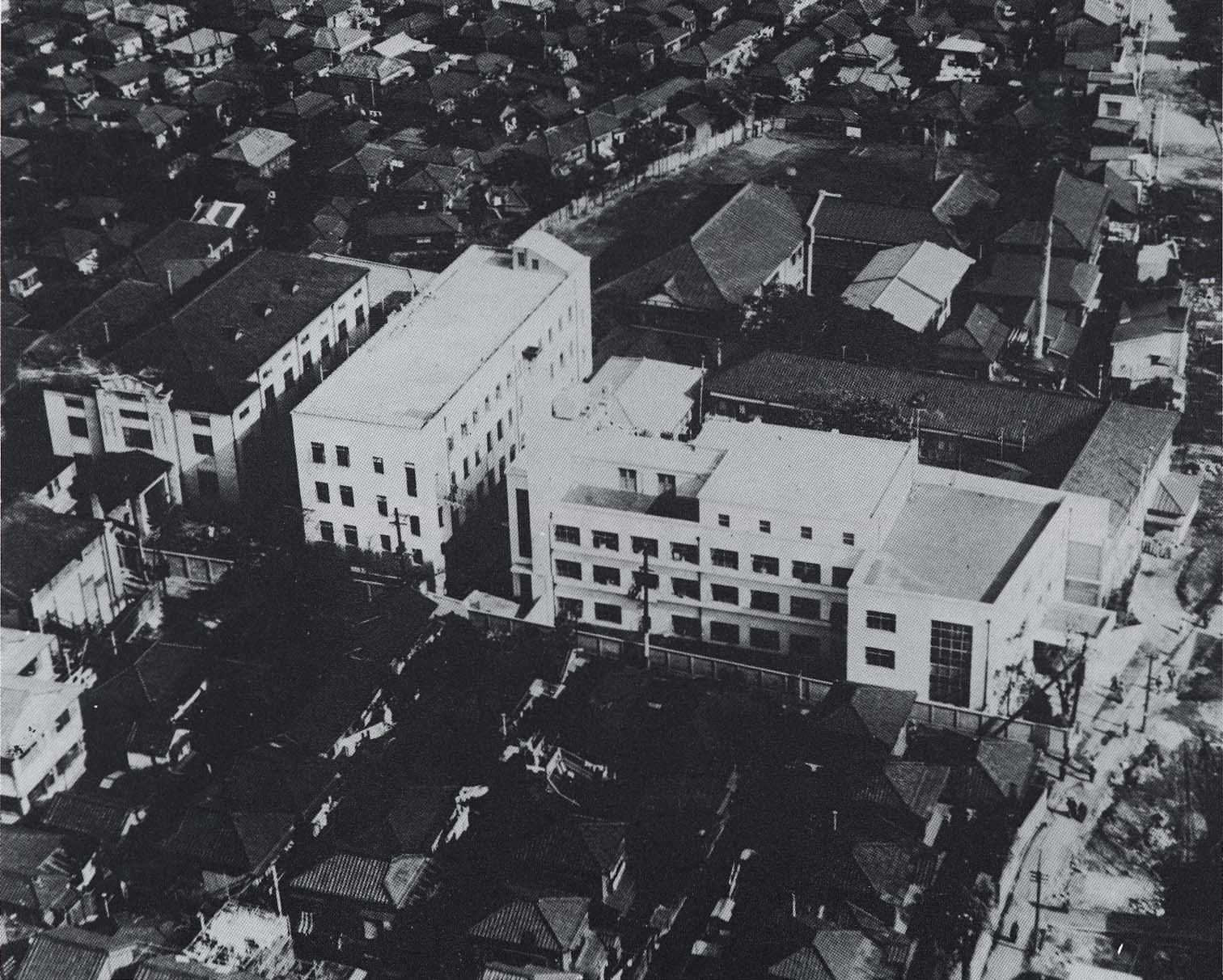
1935年的Nippon Medical School

日本醫科大學（日语：／ Nihon ika daigaku */?）是位於日本東京都文京區的一所私立大學。

## 建學的精神
- 克己殉公

## 教育理念
- 愛與研究心，培育出素質高的醫師與醫學家。

## 沿革
- 1876年4月，長谷川泰等人設立済生学舎。這是學校的前身。
- 1903年8月，發布濟生学舎廢校宣言。
- 1903年9月，濟生学舎同窗医学講習会組織成立。
- 1904年4月，私立日本医学校設立。
- 1910年3月，與私立東京醫學校合併。同年10月，搬移至私立東京医学校跡地駒込（現千駄木校舎）。
- 翌年11月，附屬駒込病院（今附屬病院）開院。
- 1912年7月，私立日本医学専門学校。
- 1919年8月，改稱日本医学専門学校。

- 1924年7月，附屬飯田町医院（後來是日本医科大学付属第一病院）開院。
- 1926年2月，大学令施行，昇格為日本医科大学。

## 組織
- 學校法人　日本醫科大學

理事會、教授會

### 學部
- 醫學部
  - 醫學科 - 學士（醫學）

### 大學院
- 醫學研究科 - 博士（醫學）

## 著名校友
- 楊金虎，台灣醫師、前高雄市市長
- 佐伯光，日本自衛隊首位女性將領、第一位自衛隊女性醫院院長

## 外部連結
- 日本医科大学 （页面存档备份，存于）
- 日本医科大学看護専門学校 （页面存档备份，存于）
- 日本医科大学附属病院 （页面存档备份，存于）
- 日本医科大学武蔵小杉病院 （页面存档备份，存于）
- 日本医科大学多摩永山病院 （页面存档备份，存于）
- 日本医科大学千葉北総病院 （页面存档备份，存于）
- 日本獣医生命科学大学 （页面存档备份，存于）